# 瓦勒蒙
瓦勒蒙（法語：Val-Mont，法語發音：[val mɔ̃]）是法国科多尔省的一个市镇，属于博讷区。该市镇于2016年由原市镇茹尔昂沃和伊夫里昂蒙塔涅合并而成。

## 地理
瓦勒蒙（47°2'15"N, 4°34'42"E）面积19.9 平方千米，位于法国勃艮第-弗朗什-孔泰大區科多尔省，该省份为法国中东部省份，北起奥布省，西接涅夫勒省和约讷省，南至索恩-卢瓦尔省，东南接汝拉省，东临上索恩省，东北部与上马恩省接壤。
与瓦勒蒙接壤的市镇（或旧市镇、城区）包括：索塞、尚皮尼奥勒、屈西拉科洛讷、莫利诺、蒙索和埃沙尔南、博比尼、圣罗曼、桑托斯。
瓦勒蒙的时区为UTC+01:00、UTC+02:00（夏令时）。

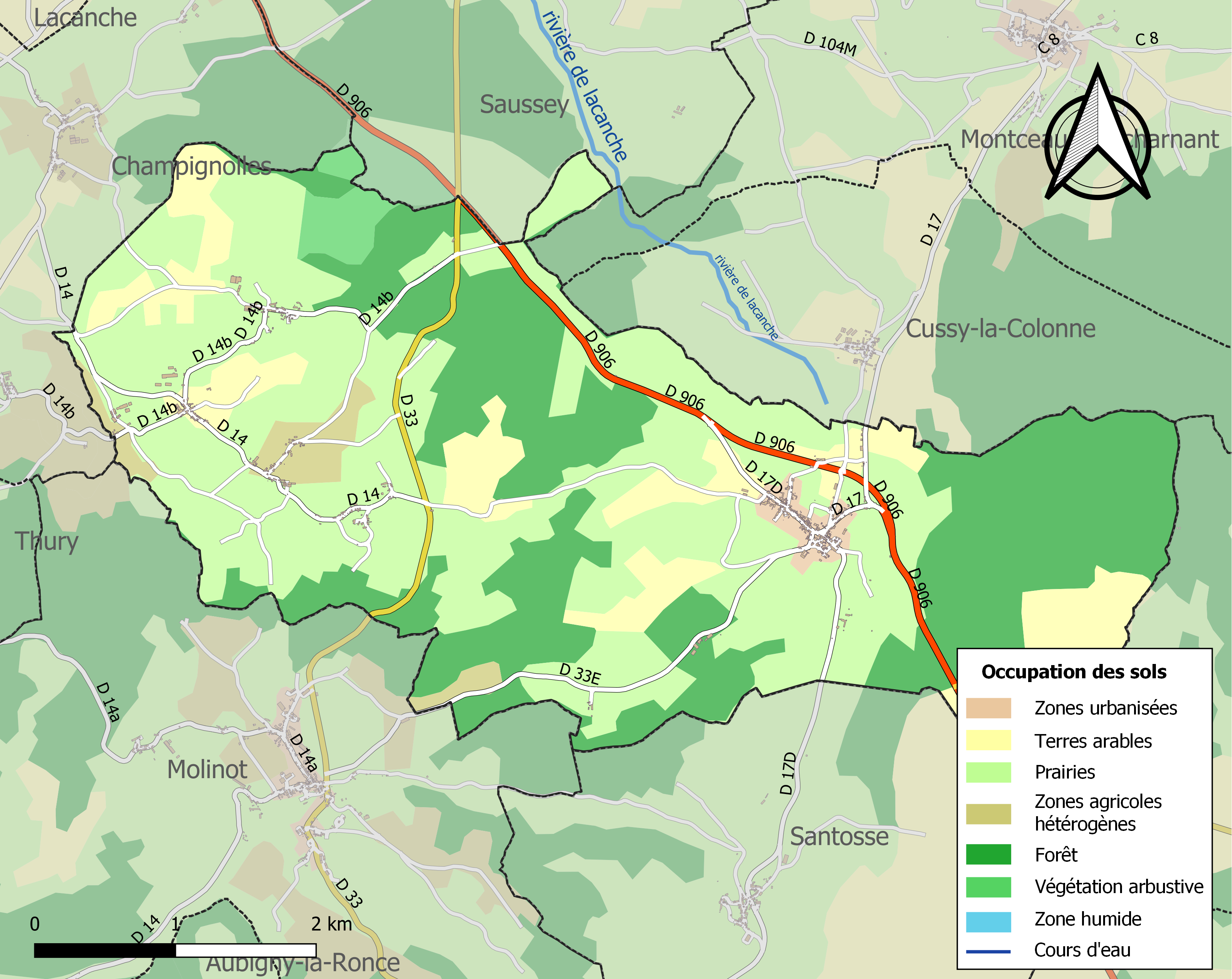
瓦勒蒙的OSM定位图

## 行政
瓦勒蒙的邮政编码为21340，INSEE市镇编码为21327。

## 政治
瓦勒蒙所属的省级选区为阿尔奈勒迪克县。

## 人口
瓦勒蒙于2022年1月1日时的人口数量为250人。